# Orden Shohrat
Orden Shohrat (en azerí: Şöhrət ordeni) traducido como Orden de Gloria, es un premio presentado por el Presidente de la República de Azerbaiyán.

## Estatus
La orden Shohrat fue creada por el Decreto n.º 757 del Presidente de Azerbaiyán, Heydər Əliyev y ratificada por la Asamblea Nacional de la República de Azerbaiyán el 6 de diciembre de 1993. Esta orden es dada a los ciudadanos de República de Azerbaiyán, los ciudadanos extranjeros y los no ciudadanos para los servicios siguientes:
- contribuciones especiales en el desarrollo económico, científico y sociocultural;
- contribuciones especiales en el establecimiento y fortalecimiento de la paz y la amistad y el desarrollo de la cooperación entre los pueblos;
- obtener resultados laborales sobresalientes en la industria, transporte, comunicaciones, construcción y otras ramas de la economía nacional;
- contribuciones especiales en el campo de la ciencia, la educación y la salud.

La ostentación de la orden será en el lado izquierdo del pecho, después de la Orden de la Bandera de Azerbaiyán. 

## Descripción
La orden Shohrat es en la forma de media luna, rodeada por el ornamento nacional, las ramas de laurel y el sol del amanecer. En la orden está escrita la palabra “Şöhrət“. La orden es de plata, coloreada con oro.

## Premiados
- Abulfas Garayev — Ministro de Cultura de Azerbaiyán.
- Nabi Khazri — рoeta de Azerbaiyán
- Kerim Kerímov — científico espacial de la Unión Soviética
- Ilyas Afandiyev — escritor Azerbaiyano
- Nazim Hüseynov — deportista azerbaiyano
- Gamar Almaszade — primera bailarina de Azerbaiyán
- Alakbar Mammadov —  entrenador y futbolista azerí
- Amaliya Panahova — actriz de teatro y de cine de Azerbaiyán
- Sayavush Aslan — actor de teatro y de cine de Azerbaiyán
- Maral Rahmanzade — artista gráfico de Azerbaiyán
- Farhad Badalbeyli —  compositor  de Azerbaiyán
- Emin Sabitoglu —  compositor  de Azerbaiyán
- Hasanagha Turabov — actor de teatro y de cine de Azerbaiyán
- Hajibaba Baghirov — actor de teatro y de cine de Azerbaiyán
- Rasim Balayev — actor de teatro y de cine de Azerbaiyán
- Rasim Ojagov — director de cine de Azerbaiyán
- Çingiz Abdullayev — escritor de Azerbaiyán
- Vasif Adigozalov — compositor  de Azerbaiyán
- Heydar Asadov — Ministro de Agricultura de la República de Azerbaiyán